# Sant Sadurní d’Anoia
Sant Sadurní d’Anoia település Spanyolországban, Barcelona tartományban. Lakosainak száma 12 915 fő (2024).

## Földrajza
Sant Sadurní d’Anoia Piera, Sant Llorenç d’Hortons, Gelida, Subirats és Torrelavit községekkel határos.

## Testvértelepülések
- Bastia Umbra
- Cañete la Real

## Népesség
A település lakosságának változását az alábbi diagram mutatja:
| Lakosok száma | 483  | 3219 | 4241 | 5268 | 8785 | 11 034 | 12 237 | 12 590 | 12 887 | 12 915 |
|               | 1717 | 1887 | 1936 | 1960 | 1986 | 2004   | 2009   | 2014   | 2019   | 2024   |